# سنت المو (ایلینوی)
سنت المو، ایلینوی (به انگلیسی: St. Elmo, Illinois) یک شهر در ایالات متحده آمریکا با جمعیت ۱٬۴۲۶ نفر است که در ایلی‌نوی واقع شده است.

## موقعیت جغرافیایی
موقعیت جغرافیایی شهرها و مناطق اطراف به شرح زیر است: